# OTOY
OTOY (справжнє ім'я — Бучко Вячеслав Ігорович; нар. 11 жовтня 1998 Львів) — український хіп-хоп та реп-виконавець, музикант та автор пісень.

## Біографія
В'ячеслав Бучко народився 11 жовтня 1998 року у Львові. Мати — інженерка, бабуся та дідусь — працівники технічних спеціальностей. У 2013 році закінчив школу № 54 Львова та вступив у — Технічний коледж Львівської політехніки за спеціальністю «Розробка програмного забезпечення».
У 2014 році переїхав до Києва у зв'язку із запрошенням на роботу. В'ячеслав Дрофа досі паралельно музичній кар'єрі працює як Lead UX Designer, спеціалізуючись на сфері фінансових технологій та банкінгу. Компанія Alty, у якій він працює, отримала Red Dot Award за розробку та проєктування програми Monobank.
У 2020 році в рамках ініціативи #вліпизасебе, мета якої — мотивувати молодь бути свідомою та активною, випустив музичний маніфест, який закликає йти на вибори.

## Музична діяльність
Музика супроводжувала В'ячеслава з дитинства. Першу касету зі світу хіп-хоп, почуту ним Tribe Called Quest, йому подарувала мама. Далі йшли заняття на уроках музики у школі, джеми на вулицях міста, студентські спроби заробити гроші грою на вулиці з друзями-гітаристами. Музичної освіти В'ячеслав не здобув. OTOY знайшов професійні навички в цій галузі через саморозвиток, починаючи з перечитувань відомих треків американських реперів у власній кімнаті у Львові.
Дрофа займався написанням треків на замовлення (гострайтингом), грав у театрі, озвучував фільми та ігри, виступав на літературних вечорах. Ранню творчість артиста, який тоді виступав під псевдонімом Drofa, можна було почути на локальних вечірках Hotline.
Перший трек, у якому OTOY з'явився під своїм псевдонімом для широкої публіки, — колаборація з alyona alyona, Kalush та іншими в сайфері Стержень.
Далі слідувала колаборація з Аліною Паш і Den Da Funk'ом у треку під назвою Corruption.
Із грудня 2020 по березень 2021 року співпрацював із лейблом Bitanga Blood, ставши його першим артистом.
Перший повноцінний реліз, який вважається офіційним дебютом артиста, — EP CVIT та кліп Street Fighter, які вийшли у грудні 2020 року.
Перший повноцінний виступ у складі живого бенду OTOY із повноформатним шоу відбувся на фестивалі The Most Fest у Костянтинівці на Донеччині.
Надалі OTOY виступав на таких фестивалях, як Atlas Weekend, Fest Republic, Jazz Koktebel Festival, Most Fest, Rap Ua Awards.
У 2021 році випустив ЕР СЛИНА, написаний у співавторстві з «найкращим саунд-продюсером 2021 року» за версією порталу rap.ua — The Lazy Jesus'ом.
Артист випустив 4 кліпи, два з яких були його авторськими режисерськими роботами.
У листопаді 2021 року OTOY став репрезентатором Up Next Apple Music.

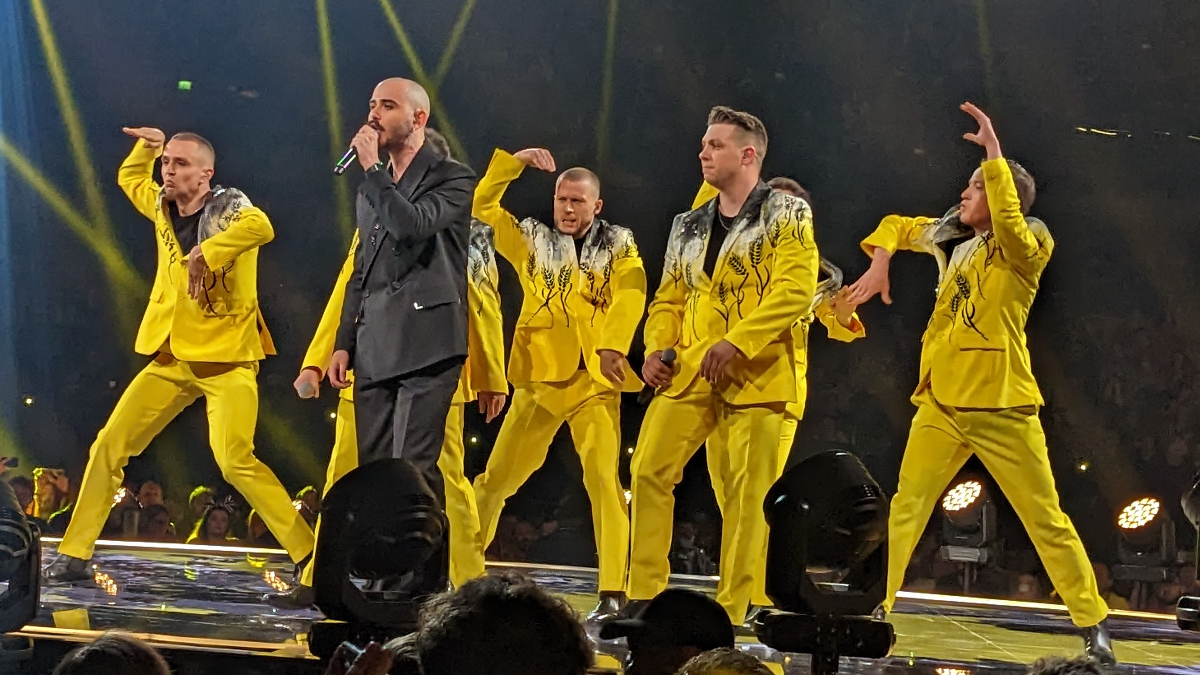
OTOY на репетиції «Євробачення 2023» у Ліверпулі, Велика Британія

11 травня 2023 року OTOY разом із Марією Яремчук та Златою Дзюнькою виступив у другому підфіналі Пісенного конкурсу «Євробачення 2023» у британському Ліверпулі, де він зачитав вірш Тараса Шевченка «Садок вишневий коло хати».
У творчості OTOY проєктує власне сприйняття світу, життєві переживання та критичні емоційні стани, що супроводжують його на різних етапах життєвого та творчого шляху. На відміну від більшості колег по сцені, пропагує такі цінності, як повага до жінок, важливість ментального здоров'я, збереження локальних традицій та культурних особливостей.

## Оцінка творчості
OTOY став одним із номінантів на звання «Артиста року» та «Прорив року» за версією порталу rap.ua, також репер — номінант на премію Jager Music Awards.

Про проєкт позитивно висловлюються популярні виконавці та критики, наприклад, Іван Дорн та Олег Скрипка .
Для мене OTOY — це подія в українській культурі, – каже про нього Іван Дорн. — Незважаючи на те, що аранжування близькі до того репу, який проповідують на Заході, він все одно має наш відтінок. Завдяки, звичайно ж, мові, майстерні римування. Він справляється із ритмікою як бог. Це дико приємно слухати.

## Дискографія

### Альбоми
- Недовготривалі відносини (2023)
- темна ч.1 (2023)
- темна ч.2 (2024)
- 8 роздумів (2024)

### Міні-альбоми (ЕП)
- CVIT (2020)
- СЛИНА (2021)
- ОКОЛОФРОНТ (2022)

### Сингли
- CHANGING (2021)
- DFWMA (2021)
- KINO (2021)
- КРИКИ (2021)
- IDOL (2021)
- МАЮ ПРАЦЮВАТИ (2021)
- СИНЯКИ (2021)
- НАТХНЕННЯ (2021)
- КІСТКИ (2021)
- GOLOVAN (2022) feat MOEERR
- FIND MY COUNTRY (2022)
- DEPRESSIVE (2022)
- СОНЦЕ СМЕРТІ (2022) feat Andrii Barmalii
- ДОНЕЦЬК (2022)
- ЖАРПТИЦЯ (2023) feat The Curly
- ЗМІЯ (2023)
- Кошеня з отвором (2023)
- Судоми (2023)
- етнокод (2023)

### Пісні за участю
- Стержень (2020) feat alyona alyona, KALUSH, Білий Бо, Шершень, DYKTOR, Дядя Вова
- CORRUPTION (2020) feat Alina Pash, Den Da Funk, DJ Pone
- Єдність (2022) feat BADDPRODUCER
- Plyvu (2020) feat The Lazy Jesus
- I Am Ukrainian (2022) feat Morphom, LAUD
- Пожежа (2022) feat To Eternity
- МОЄ МІСТО (2023) feat Libenson
- АГОНІЯ (2023) feat нестор, Libenson
- Спешл (2024) feat Monatik, ТНМК, Міша Правильний, Богдан Купер
- I.D. (2025) feat Monatik